# NGC 3868
NGC 3868 est une galaxie lenticulaire située dans la constellation du Lion. NGC 3868 a été découverte par l'astronome français Édouard Stephan en 1884.

## Caractéristiques
Selon la base de données Simbad, NGC 3868 est une galaxie LINER, c'est-à-dire une galaxie dont le noyau présente un spectre d'émission caractérisé par de larges raies d'atomes faiblement ionisés.

### Distance
Sa vitesse par rapport au fond diffus cosmologique est de 6 705 ± 23 km/s, ce qui correspond à une distance de Hubble de 98,9 ± 6,9 Mpc (∼323 millions d'al).
À ce jour, une mesure non basée sur le décalage vers le rouge (redshift) donne une distance d'environ 113,000 Mpc (∼369 millions d'al). Cette valeur est à l'extérieur des valeurs de la distance de Hubble. Notons cependant que c'est avec la valeur moyenne des mesures indépendantes, lorsqu'elles existent, que la base de données NASA/IPAC calcule le diamètre d'une galaxie et qu'en conséquence le diamètre de NGC 3868 pourrait être d'environ 26,8 kpc (∼87 400 al) si on utilisait la distance de Hubble pour le calculer.

### Classification
Le professeur Seligman et Wolfgang Steinicke classe possiblement cette galaxie comme une spirale, mais on ne voit vraiment pas de bras spiraux sur l'image obtenue des données de l'étude SDSS. La classification de galaxie lenticulaire par les bases de données NASA/IPAC et HyperLeda semble plus appropriée.